# Fuad Hussein
Fuad Hussein (Khanaqin, 1 juli 1949) is een Iraaks politicus voor de Iraaks-Koerdische Koerdische Democratische Partij (KDP). Sinds 2020 is hij minister van Buitenlandse Zaken van Irak.

## Biografie
Hussein studeerde Engels aan de Universiteit van Bagdad. Na een rol in het Koerdische verzet, vluchtte hij in 1975 naar Nederland, waar hij trouwde met een Nederlandse vrouw. Daar promoveerde hij in de politicologie aan de Vrije Universiteit Amsterdam en hij werkte als tolk en docent. Hij adviseerde de Nederlandse overheid over inburgeringscursussen. Hij spreekt vloeiend Koerdisch, Arabisch, Engels en Nederlands.

### Politiek
In Nederland was Hussein lid van de Partij van de Arbeid. In 2003 keerde hij terug naar Irak, en was hij actief voor de overheid op het gebied van onderwijs. Hij was stafchef van de president van Iraaks Koerdistan, Massoud Barzani, vanaf 2005. Begin oktober 2018 werd Hussein genomineerd door de KDP (onder leiderschap van Barzani) als president, een ceremoniële positie die wordt gekozen door het parlement en sinds 2005 wordt vervuld door de Patriottische Unie van Koerdistan (PUK). Nadat Hussein de eerste stemronde verloor, steunde de KDP de tevens Koerdische nominatie van de PUK, Barham Salih.
Op 25 oktober 2018 werd Hussein benoemd tot minister van Financiën in het kabinet van premier Adil Abdul-Mahdi. Hij bekleedde deze functie tot mei 2020. Op 6 juni 2020 werd hij minister van Buitenlandse Zaken en vicepremier in de regering van Mustafa Al-Kadhimi, twee functies die hij ook behield in het daaropvolgende kabinet van Mohammed Shia' Al Sudani (sinds 2022).